# Останнє літо дитинства (фільм)
«Останнє літо дитинства» (рос. «Последнее лето детства») — білоруський радянський трисерійний художній телевізійний фільм, знятий в 1974 році за повістю Анатолія Рибакова «Постріл» режисером Валерієм Рубинчиком. Останній фільм трилогії «Кортик» — «Бронзовий птах» — «Останнє літо дитинства».

## Історія
Фактично кіносценарій був опублікований раніше, а потім перероблений в повість. Режисер М. А. Калінін, який зняв перші дві частини трилогії, помер і третю частину довірили знімати В. Рубінчику. Автору книги А. Рибакову при першому перегляді фільм категорично не сподобався, він зробив 27 зауважень: «Його дратувало абсолютно все. У „Кортику“ та „Бронзовому птаху“ все йому було рідним, а тут все чуже. Він не сприймав усю стилістику фільму».
Оскільки без схвалення Рибакова фільм приймати відмовлялися, Рубинчику довелося вносити зміни.

## Сюжет
Дія фільму відбувається в Москві в 1925 році, за часів НЕПу. Троє головних героїв — Мишко, Генка і Слава — виросли і стали комсомольцями. У їхньому дворі відбувається вбивство — вночі застрелили інженера Зиміна. Головним підозрюваним виявляється місцевий хуліган. Але Мишко відмовляється беззастережно повірити в його провину і намагається самостійно знайти докази. Займаючись розслідуванням, йому вдається не тільки вийти на слід банди, причетної до вбивства, але і перервати ланцюг розкрадань, які відбувалися на мануфактурі, де працював Зимін. Йому також вдається врятувати декількох безпритульних від втягнення у злочинну діяльність.

## У ролях
- Володимир Антоник —  Миша Поляков, комсомолець
- Євген Євстигнєєв —  Валентин Валентинович Навроцький, агент-постачальник, розкрадач мануфактури
- В'ячеслав Молоков —  Вітька Буров на прізвисько «Альфонс Доде», місцевий хуліган
- Сергій Біляк —  Льоня Панфілов на прізвисько «Шнира», син працівника складу
- Саша Катько —  Паштет
- Люда Куцелай —  Білка
- Олександр Жданов —  Генка Петров
- Леонід Белозорович —  Антон
- Микола Денисов —  Славка Ельдаров
- Володимир Герасимов —  Юра
- Володимир Лосєв —  Костя-Карлик
- Олег Грачов —  Андрій Зимін на прізвисько «Фургон», син інженера
- Олександр Вокач —  Микола Львович Зимін, головний інженер
- Валентина Ананьїна — мати Витька Бурова